# Bosna (župa)
Bosna je bila naziv za srednjovjekovnu župu koja je obuhvaćala područje Visokog.
Dugo je vremena naziv za visočko područje bio Bosna, dok se sam naziv Visoko prvi puta spominje 1365. u povelji mladog bana Tvrtka kojeg piše s tvrđave Visoki. Anđelić je župu Bosnu definirao naseljem tipa teritorijalne općine, koje se nalazilo na visočkome polju i s kojeg su doseljeni Slaveni u 7. i 8. stoljeću teritorijalno širili ime Bosne. Vremenom je noviji naziv Visoki, s Podvisokim potisnuo stari naziv Bosna koji je postao središte istoimene stare župe Bosne.

## Također pogledajte
- Bosna (zemlja)
- Bosanska banovina